# Гарбходакашайи Вишну
Гарбходакашайи Вишну — эманация Маха-Вишну. В Гаудия-вайшнавизме Сатвата-тантра описывает три последовательные формы Вишну как: Маха-Вишну (вне различных вселенных), Гарбходакашайи Вишну (в мировом океане Гарбходака) и Кширодакашайи Вишну (Параматма). У каждой формы своя роль в поддержании Вселенной и её обитателей.
"Что касается материального творения, полная экспансия Кришны предполагает наличие трёх Вишну. Первый, Маха-Вишну, создает единую материальную энергию, известную как махат-таттва. Второй, Гарбходакашайи Вишу, входит во все вселенные, чтобы создать разнообразие мира, а третий — Кширодакашайи Вишну распространяется как всепроникающая Сверхдуша во всех вселенных, в сердце каждого живого существа, известная так же как Параматма. Цель жизни — познать Кришну, который пребывает в сердце каждого живого существа как Параматма.
В Шримад-Бхагаватам это описывается так: Каранодакашайи Вишну — первое воплощение Верховного Господа, и он — властелин Вечного Времени, пространства, причин и следствий, ума, элементов, материального эго, уклада природы и всего сущего. Чувства, вселенская форма Господа, Гарбходакашайи Вишну, и совокупность всех живых существ, как движущихся, так и неподвижных.
В Кришнаизме Гарбходхакашайи Вишну — это экспансия и расширение Маха-Вишну (некоторыми считается экспансией Санкаршаны — второй Чатур-вьюхи, которая исходит от Нараяны в Вайкунтхе). Гарбходхакашайи Вишну воспринимается как форма Прадьюмны в материальной вселенной.
Гарбходакашайи — породитель Брахмы, который появился из цветка лотоса, что вырос из пупка Вишну, поэтому Гарбходакашайи Вишну также иногда отождествляют с Мировым Яйцом Хираньягарбхой.